# روبرت أوسترلوه
روبرت أوسترلوه (بالإنجليزية: Robert Osterloh)‏ هو ممثل أمريكي، ولد في 31 مايو 1918 في بيتسبرغ في الولايات المتحدة، وتوفي في 16 أبريل 2001 في Los Osos, California ‏ في الولايات المتحدة.

## أعمال

### أفلام
- (1951) البئر
- (1954) جوني غيتار

## وصلات خارجية
- روبرت أوسترلوه على موقع IMDb (الإنجليزية)
- روبرت أوسترلوه على موقع أول موفي (الإنجليزية)
- روبرت أوسترلوه على موقع قاعدة بيانات الفيلم (الإنجليزية)